# Barbenheimer

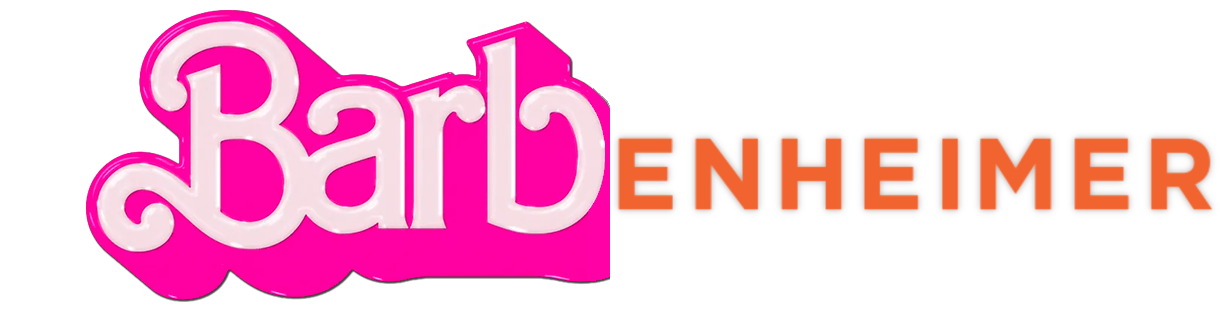

Barbenheimer is een internetfenomeen dat op sociale media circuleerde na de aankondiging dat de Barbie- en Oppenheimer-films op dezelfde dag werden uitgebracht. In de Verenigde Staten was dat op 21 juli 2023, in diverse Europese landen een dag eerder. Barbenheimer is een porte-manteauwoord.
Het was de ongelijkheid in toon en genre van de twee films die bijdroeg aan de populariteit van dit fenomeen, evenals de films zelf. De film Barbie, geregisseerd door Greta Gerwig, is een komische film over Mattels Barbie-pop waarin feministische thema's worden belicht, terwijl de film Oppenheimer, geregisseerd door Christopher Nolan, een biografische thriller is over de uitvinder van de atoombom J. Robert Oppenheimer, de kwestie van de vernietiging van de wereld en het geweten van Oppenheimer zelf.
Hierdoor ontstonden memes en collages van beide films, vooral van de hoofdpersonen van beide films. Ook werd veel besproken wat de beste volgorde zou zijn om beide films te zien. Het was een fenomeen waarbij een aanzienlijk deel van het publiek, in plaats van prioriteit te geven aan een van de films, besloot om beide films te gaan bekijken.

## Nederland
In Nederland droeg dit internetfenomeen bij aan een recordaantal bezoekers in de bioscopen. Zo rapporteerde bioscoopketen Pathé dat ze hun record al twee weken achter elkaar hadden verbroken. Ze haalden in de laatste week van juli 540.000 bezoekers, en vervolgens in de eerste week van augustus 560.000 bezoekers. Deze twee weken samen zagen meer bezoekers dan de kerstvakantie, wat normaal gesproken de drukste periode is voor de bioscopen.

## Ophef in Japan
In Japan werd de koppeling van de twee films als onsmakelijk gezien. De memes zouden de gevolgen van de atoombommen op Hiroshima en Nagasaki te veel trivialiseren. Het officiële Twitter-account voor de Barbiefilm reageerde op een afbeelding waar Barbie naar een roze atoomwolk kijkt met "Het wordt een zomer om nooit te vergeten😘💕”, wat door het Japanse Twitter-account van Warner Bros. als ongepast werd bestempeld. De oorspronkelijke tweet is hierna verwijderd.